# Rai Fusar
Rai Fusar ist eine osttimoresische Siedlung im Suco Faturilau (Verwaltungsamt Lequidoe, Gemeinde Aileu).

## Geographie und Einrichtungen
Das Dorf Rai Fusar liegt im Westen der Aldeia Lebumeran auf einer Meereshöhe von 920 m. Mit etwa zwei Dutzend einzeln stehenden Häusern ist es die größte Ortschaft der Aldeia. Hier befindet sich eine Grundschule. Von Rai Fusar aus führt eine Piste nach Norden vorbei an mehreren Weilern zum etwa fünf Kilometer entfernten Dorf Cairema in der gleichnamigen Aldeia. Dies ist die einzige Verbindung zur Außenwelt. Eine weitere Piste, die nach Osten führt, endet bei einigen weiteren Weilern.